# South Arm (Sydney Harbour)
South Arm – zatoka (arm) zatoki Sydney Harbour w kanadyjskiej prowincji Nowa Szkocja, w hrabstwie Cape Breton; nazwa urzędowo zatwierdzona 3 grudnia 1953.